# Сераково (Плонський повіт)
Сераково (пол. Sierakowo) — село в Польщі, у гміні Рацьонж Плонського повіту Мазовецького воєводства.
Населення — 183 особи (2011).
У 1975-1998 роках село належало до Цехановського воєводства.

## Демографія
Демографічна структура станом на 31 березня 2011 року:
|          | Загалом | Допрацездатний вік | Працездатний вік | Постпрацездатний вік |
| -------- | ------- | ------------------ | ---------------- | -------------------- |
| Чоловіки | 85      | 20                 | 58               | 7                    |
| Жінки    | 98      | 24                 | 54               | 20                   |
| Разом    | 183     | 44                 | 112              | 27                   |